# Westlake Village
Westlake Village è una comunità che sorge lungo il confine tra le contee di Los Angeles e Ventura. Per la precisione, la porzione orientale della città sorge nella contea di Los Angeles, mentre la porzione occidentale si trova nella contea di Ventura. La popolazione, stando al censimento del 2010, è di 8 270 abitanti, in calo rispetto agli 8 368 conteggiati nel 2000. Westlake Village è conosciuta per il suo carattere appartato ed esclusivo, ed è considerata come una delle comunità più benestanti dell'area di Los Angeles.